# Moy
Pour le bâtiment munichois, voir Palais Moy.
La Moy (en Irlandais Abhainn na Muaidhe) est un fleuve d'Irlande.

## Géographie
La Moy prend sa source dans les montagnes Ox dans le comté de Sligo. Dans la plus grande partie de son cours la Moy s'écoule vers le sud-ouest avant d'entrer dans le comté de Mayo, passer à côté de la ville de Swinford puis de tourner vers le nord, traverser la ville de Ballina et de se jeter dans la Baie de Killala son embouchure sur l'Océan Atlantique

## Écologie
Ce fleuve est un des plus saumoniers d'Europe. On y trouve également de nombreux élevages de poissons. La vallée de la Moy est très fréquentée par les touristes qui viennent voir les nombreuses églises et abbayes.

### Articles liés
- Liste des cours d'eau d'Irlande